# Ecnomiohyla phantasmagoria
Ecnomiohyla phantasmagoria é uma espécie de anfíbio da família Hylidae.
Pode ser encontrada nos seguintes países: Colômbia e Equador.
Os seus habitats naturais são: florestas subtropicais ou tropicais húmidas de baixa altitude.
Está ameaçada por perda de habitat.